# Balbillus
Balbillus (abgeleitet von Balbus: „Stotterer“) ist ein römisches Cognomen, das ab dem 1. Jahrhundert belegt ist und vor allem im Osten des Römischen Reichs verbreitet war.

## Namensträger
- Tiberius Claudius Balbillus, römischer Gelehrter und Politiker, 1. Jahrhundert
- Tiberius Iulius Balbillus, sampsigeramischer Priester des Elagabal, 2. und 3. Jahrhundert
- Titus Iulius Balbillus, sampsigeramischer Priester des Elagabal, 2. und 3. Jahrhundert